# 博尔晓沃农村居民点 (沃罗涅日州)
博尔晓沃农村居民点（俄语：Борщёвское сельское поселение）是俄罗斯联邦沃罗涅日州霍霍利斯基区所属的一个农村居民点。其下辖有3个居民点，行政中心为博尔晓沃。据2016年统计，该农村居民点的人口为299人。